# Godin
Godin je priimek več oseb:
- Grigorij Vasiljevič Godin, sovjetski general
- Carel Godin de Beaufort, nizozemski dirkač
- Seth Godin, ameriški poslovnež